# 拉姆达斯
拉姆达斯（Ramdass），是印度旁遮普邦Amritsar县的一个城镇。总人口5790（2001年）。

## 人口
该地2001年总人口5790人，其中男性3056人，女性2734人；0—6岁人口799人，其中男450人，女349人；识字率61.69%，其中男性为66.56%，女性为56.25%。